# Las abogadas
Las abogadas (originalmente conocida como Flores de hierro) es una serie de televisión española de drama histórico creada por Patricia Ferreira para La 1. Está coproducida por RTVE y MOD Producciones y protagonizada por Paula Usero, Elisabet Casanovas, Irene Escolar y Almudena Pascual. La serie es el trabajo final y obra póstuma de Ferreira, quien murió el 27 de diciembre de 2023 a raíz de un tumor cerebral.
Las abogadas tuvo su estreno mundial en el FesTVal el 4 de septiembre de 2024. Aunque originalmente tenía previsto su estreno en La 1 para el 18 de septiembre de 2024, finalmente la serie se estrenó el 25 de septiembre de 2024.

## Trama
Madrid, 1969. Lola González (Paula Usero), recién salida de la Facultad de Derecho, vive con ilusión una época nueva en la que comienza a vislumbrarse el final de la dictadura. Cuando su novio, Enrique Ruano (Álvaro Rico), es detenido por la policía y muere durante un interrogatorio al precipitarse desde un séptimo piso en extrañas circunstancias, Lola despierta a la realidad que le rodea y se reafirma en sus convicciones. En ese camino hacia la libertad, Lola conocerá a otras jóvenes abogadas laboralistas: Cristina Almeida (Elisabet Casanovas), Manuela Carmena (Irene Escolar) y Paca Sauquillo (Almudena Pascual). Junto a ellas, defenderá con valentía sus ideales democráticos, siempre del lado de los más desfavorecidos.

## Reparto

### Principal
- Paula Usero como Lola González Ruiz
- Irene Escolar como Manuela Carmena
- Almudena Pascual como Francisca "Paca" Sauquillo
- Elisabet Casanovas como Cristina Almeida
- Manuel Canchal como Javier Sauquillo

con la colaboración especial de
- Álvaro Rico como Enrique Ruano (Episodio 1)

### Invitado
- María de Nati como Soledad "Sole" (Episodio 1 - Episodio 3)
- Vicente Vergara como Sebastián "Sebas" Sánchez del Amo (Episodio 1 - Episodio 3)
- Jorge Usón como Celedonio Silva (Episodio 1 - Episodio 3)
- Carlos de Austria como Fiscal Uribe
- Juan Carlos Villanueva como Alfonso Roda Corominas
- Ana Fernández como Margarita Casanova (Episodio 1 - Episodio 3)
- Jorge Bosch como Enrique Ruano (padre)
- Valèria Sorolla como Margot
- Rubén Martínez como Gabriel Rosón (Episodio 1 - Episodio 3)
- Mariano Llorente como Manuel Almeida (Episodio 1)
- Fanny Gautier como María Dolores Ruiz
- Marc Tarridacomo Héctor
- Arantxa Aranguren como María Luisa Suárez (Episodio 1; Episodio 3)
- Javier Ariano como Jesús García Varela (Episodio 1 - Episodio 3)
- Víctor de la Fuente como Augusto Villa
- Paco Marín como Comisario (Episodio 1 - Episodio 3)
- Laura Barceló como Francisca (Episodio 1 - Episodio 3)
- Julián Ortega como Basilio (Episodio 1 - Episodio 3)
- Chema Tena como Ladis (Episodio 1)
- Nacho Marraco como Vicente
- Karlos Aurrekoetxea como Carmelo (Episodio 1)
- Omar Zaragoza como Alfonso Rodríguez (Episodio 1 - Episodio 3)
- Juan Paños como Tomás
- Gabriel Gil Tomás como Abilio Villena (Episodio 1 - Episodio 3)
- Jaime Linares como Alberto González (Episodio 2 - Episodio 3)
- Alberto Jiménez como Joaquín Ruiz-Giménez (Episodio 2 - Episodio 4)
- Fernando Albizu como Juez Zambrano (Episodio 2 - Episodio 4)
- José Ramón Iglesias como Antón Fernández Lobo (Episodio 2 - Episodio 4)
- Francisco Nortes como Rafael Toledo (Episodio 2 - Episodio 4)
- Helena Lanza como Petra Martínez (Episodio 2 - Episodio 3)
- Ferri Ballestercomo Matilde (Episodio 2 - Episodio 3)
- Olalla Hernández como María Antonia (Episodio 2 - Episodio 4)
- Mercedes Garrido Curto como Deseada (Episodio 2 - Episodio 3)
- Miguel Ángel Abad Abadcomo Jacobo (Episodio 2 - Episodio 3)
- Manuel Sánchez Ramos como Gimeno (Episodio 3 - Episodio 4)
- Elena Gallardo como Elisa Maravall (Episodio 4)
- Jordi Millán como Luís Javier Benavides "Luisja" (Episodio 4)
- Juan Codina como Macario Barja (Episodio 4)
- Ángel Solo como Marcelino Camacho (Episodio 4)
- Pepe Ocio como Raúl Sotovento (Episodio 4)
- Daniel Chamorro como Adrián Salazar (Episodio 4)
- Darío Frías como Fermín (Episodio 4)
- Fran Cantos como Manolo López (Episodio 4)
- José Gabriel Campos como Francisco Acosta (Episodio 4)
- Javier Sesmilo como Pedro Santiesteban (Episodio 4)
- Blanca Parés como Dolores Sancho (Episodio 4)

### Confirmado[7]
- Martí Atance como Alejandro Ruíz Huerta
- Ignacio Mateos como Pedro Patiño
- Font García como Joaquín Navarro
- Julián Valcárcel como José María Gil-Robles
- Ana Trinidad como Reme

## Temporadas y audiencias
| Temporada | Temporada | Emisiones | Estreno                  | Final                 | Audiencia media | Audiencia media | Audiencia media |
| Temporada | Temporada | Emisiones | Estreno                  | Final                 | Espectadores    | Share           |                 |
| --------- | --------- | --------- | ------------------------ | --------------------- | --------------- | --------------- | --------------- |
|           | 1         | 6         | 25 de septiembre de 2024 | 30 de octubre de 2024 | 977 000         | 10,0%           |                 |

## Episodios
| N.º | Título       | Dirigido por   | Escrito por | Fecha de emisión original | Audiencia         |
| --- | ------------ | -------------- | --- | ------------------------- | ----------------- |
| 1   | «Episodio 1» | Juana Macías   | Marta Sánchez y Patricia Ferreira | 25 de septiembre de 2024  | 1 291 000 (13,3%) |
| 2   | «Episodio 2» | Polo Menárguez | Argumento: Patricia Ferreira y Marta Sánchez Guillén Guión: Marta Sánchez Guillén, Patricia Ferreira e Irene Nuibó                                                 | 2 de octubre de 2024      | 933 000 (9,3%)    |
| 3   | «Episodio 3» | Polo Menárguez | Argumento: Patricia Ferreira y Marta Sánchez Guillén Guión: Marta Sánchez Guillén, Patricia Ferreira e Irene Nuibó Diálogos: Marta Sánchez Guillén e Irene Nuibó   | 9 de octubre de 2024      | 1 046 000 (10,7%) |
| 4   | «Episodio 4» | Juana Macías   | Argumento: Patricia Ferreira y Marta Sánchez Guillén Guión: Marta Sánchez Guillén, Patricia Ferreira e Irene Nuibó Diálogos: Marta Sánchez Guillén e Irene Nuibó   | 16 de octubre de 2024     | 1 012 000 (10,2%) |
| 5   | «Episodio 5» | Polo Menárguez | Argumento: Patricia Ferreira y Marta Sánchez Guillén Guión: Marta Sánchez Guillén, Patricia Ferreira y Virginia Yagüe Diálogos: Patricia Ferreira y Virginia Yagüe | 23 de octubre de 2024     | 855 000 (9,0%)    |
| 6   | «Episodio 6» | Juana Macías   | Marta Sánchez Guillén y Patricia Ferreira | 30 de octubre de 2024     | 726 000 (7,6%)    |

## Producción
El 11 de abril de 2019, Movistar+ anunció que estaba desarrollando una serie sobre la historia de Lola González Ruiz, titulada Abogadas, la cual estaría escrita por Patricia Ferreira y Marta Sánchez y producida por MOD Producciones. Sin embargo, en 2022 se reveló que Movistar+ había cancelado el proyecto, debido a su decisión de evitar series de carácter político después de la controversia sufrida por La línea invisible, así como la falta de un tono adecuado y una buena definición para la serie.
En enero de 2023, RTVE anunció que había revivido el proyecto, el cual había sido renombrado a Flores de hierro y en un principio iba a contar con Ferreira como directora. En marzo de 2023, se rumoreó que Vicky Luengo estaba metida en el proyecto para interpretar a Manuela Carmena, y que Natalia de Molina estaba en negociaciones para interpretar a Cristina Almeida. En octubre de 2023, RTVE anunció que el rodaje de la serie, renombrada de nuevo a Las abogadas, había comenzado y tendría lugar en Madrid, Toledo, Guadalajara, Segovia, Leganés y Hoyo de Manzanares, y que Paula Usero, Elisabet Casanovas, Irene Escolar y Almudena Pascual protagonizarían la serie como González, Almeida, Carmena y Paca Sauquillo, respectivamente.
La serie es el trabajo final y obra póstuma de Ferreira, quien murió el 27 de diciembre de 2023 a causa de un tumor cerebral, dos meses después del inicio del rodaje de la serie.

## Lanzamiento y marketing
El 20 de agosto de 2024, La 1 lanzó el tráiler de Las abogadas. Ese mismo mes, se anunció que tendría su estreno mundial en el FesTVal el 4 de septiembre de 2024. Originalmente, el 12 de septiembre de 2024, La 1 anunció que estrenaría la serie el 18 de septiembre de 2024; sin embargo, al día siguiente la cadena anunció que el estreno de la serie había sido atrasado de forma indefinida, debido a su decisión de emitir en su lugar el estreno de Valle salvaje antes de su salto a las tardes de la cadena. El 18 de septiembre de 2024, La 1 anunció que finalmente estrenaría la serie el 25 de septiembre de 2024.